# Ungdomssommer-OL 2010
Ungdomssommer-OL 2010 var den første udgave af de ungdomsolympiske lege, en særlig udgave af de olympiske lege for 14-18 årige sportsfolk. Legene blev afholdt i Singapore i perioden 14.-26. august 2010 og havde deltagelse af 3.531 sportsfolk. De deltog i 184 konkurrencer i 26 sportsgrene.

## Danmark ved ungdoms-OL 2010
Fra Danmark deltog 30 sportsfolk i 11 sportsgrene. Det kvindelige U-18 håndboldlandshold fik størst sportslig succes, idet holdet vandt guld efter at have besejret Rusland i finalen med 28-26. Det blev til yderligere to danske medaljer ved legene: Stina Troest vandt sølv i 400 m hækkeløb (atletik), og Phuc Hong Cai vandt bronze i 66 kg klassen i judo for drenge.